# Listrognathus flavopetiolatus
Listrognathus flavopetiolatus is een insect dat behoort tot de orde vliesvleugeligen (Hymenoptera) en de familie van de gewone sluipwespen (Ichneumonidae). De wetenschappelijke naam van de soort werd voor het eerst geldig gepubliceerd door Gupta & Kamath in 1967.